# Elvis Kafoteka
Elvis Kafoteka (Lilongué, 17 de janeiro de 1978) é um futebolista malauiano que atua como defensor.

## Carreira
Elvis Kafoteka representou o elenco da Seleção Malauiana de Futebol no Campeonato Africano das Nações de 2010.